# Абаджян Гаррій Артушевич
Га́ррій Арту́шевич Абаджя́н (19 листопада 1939, Запоріжжя — 28 лютого 2024, Харків) — український фаготист, мистецтвознавець, кандидат мистецтвознавства з 1982 року, професор з 1983 року. 

## Життєпис
Народився 19 листопада 1939 року в місті Запоріжжі (нині Україна). У 1961 році закінчив Харківське музичне училище; у 1968 році — Харківський інститут мистецтв по класу фагота Костянтина Білоцерковського.
У 1969—1983 роках і з 1993 року — в оркестрі Харківського державного академічного театру опери та балету імені Миколи Лисенка (протягом 1969—1975 років — соліст). Водночас у 1971—1974 роках навчався в асистентурі-стажуванні Московської консерваторії імені Петра Чайковського під керівництвом професора Романа Терьохіна.
З 1979 року — викладач класу фагота в Харківському інституті мистецтв (у 1983—2017 — завідувач кафедри оркестрових, духових та ударних інструментів; у 2005—2021 — проректор із навчальної роботи) та Харківської середньої спеціальної музичної школи-інтернату. Винайшов акустичний пристрій для контролю звучання музичного інструмента, який перетворює звуки на лінії на екрані монітора, завдяки чому учням стали помітні недоліки їх виконання. У 1980 році впровадив пристрій у навчальний процес. У 1992 році заснував та очолив харківський Молодіжний симфонічний оркестр «Слобожанський». 
Помер у Харкові 28 лютого 2024 року.

## Праці
- Нова методика викладання на духових інструментах. — К., 1981.
- Нове в вібрато на фаготі. — Харків, 1984.

## Відзнаки
- Заслужений діяч мистецтв України (1993);
- Харківська премія «Народне визнання» в номінації «Музика» (2006)[4];
- Народний артист України (2010; за вагомий особистий внесок у справу консолідації українського суспільства, розбудову демократичної, соціальної і правової держави та з нагоди Дня Соборності України)[5];
- Орден «За заслуги» ІІІ ступеня (2019; за значний особистий внесок у розвиток національної культури і мистецтва, вагомі творчі здобутки та високу професійну майстерність)[6].